# Landkreis Augsburg
Landkreis Augsburg is een Landkreis in de Duitse deelstaat Beieren. De Landkreis telt 255.900 inwoners (31 december 2020) op een oppervlakte van 1.071,13 km². Het bestuur zetelt in de stad Augsburg, die zelf als kreisfreie Stadt geen deel uitmaakt van de Landkreis.

## Indeling
De Landkreis is samengesteld uit 46 gemeenten, daarvan hebben er 6 de status van stad en 8 de status van Markt. Veel van de kleinere gemeenten laten hun bestuur via een Verwaltungsgemeinschaft uitvoeren door een grotere buurgemeente. Ten slotte is er één niet gemeentelijk ingedeeld gebied.
Steden
1. Bobingen
2. Gersthofen
3. Königsbrunn
4. Neusäß
5. Schwabmünchen
6. Stadtbergen

Markten
1. Biberbach
2. Diedorf
3. Dinkelscherben
4. Fischach
5. Meitingen
6. Thierhaupten
7. Welden
8. Zusmarshausen

Overige gemeenten
1. Adelsried
2. Allmannshofen
3. Altenmünster
4. Aystetten
5. Bonstetten
6. Ehingen
7. Ellgau
8. Emersacker
9. Gablingen
10. Gessertshausen
11. Graben
12. Großaitingen
13. Heretsried
14. Hiltenfingen
15. Horgau
16. Kleinaitingen
17. Klosterlechfeld
18. Kühlenthal
19. Kutzenhausen
20. Langenneufnach
21. Langerringen
22. Langweid am Lech
23. Mickhausen
24. Mittelneufnach
25. Nordendorf
26. Oberottmarshausen
27. Scherstetten
28. Untermeitingen
29. Ustersbach
30. Walkertshofen
31. Wehringen
32. Westendorf

Niet gemeentelijk ingedeeld
1. Schmellerforst (3,28 /km², onbewoond)

Aichach-Friedberg · Altötting · Amberg · Amberg-Sulzbach · Ansbach (stad) · Landkreis Ansbach · Aschaffenburg (stad) · Landkreis Aschaffenburg · Augsburg (stad) · Landkreis Augsburg · Bad Kissingen · Bad Tölz-Wolfratshausen · Bamberg (stad) · Landkreis Bamberg · Bayreuth (stad) · Landkreis Bayreuth · Berchtesgadener Land · Cham · Coburg (stad) · Landkreis Coburg · Dachau · Deggendorf · Dillingen an der Donau · Dingolfing Landau · Donau-Ries · Ebersberg · Eichstätt · Erding · Erlangen · Erlangen-Höchstadt · Forchheim · Freising · Feyung-Grafenau · Fürstenfeldbruck · Fürth (stad) · Landkreis Fürth · Garmisch-Partenkirchen · Günzburg · Haßberge · Hof (stad) · Landkreis Hof · Ingolstadt · Kaufbeuren · Kelheim · Kempten im Allgäu · Kitzingen · Kronach · Kulmbach · Landsberg am Lech · Landshut (stad) · Landkreis Landshut · Lichtenfels · Lindau · Main-Spessart · Memmingen · Miesbach · Miltenberg · Mühldorf am Inn · München · Landkreis München · Neuburg-Schrobenhausen · Neumarkt in der Oberpfalz · Neurenberg · Neustadt an der Aisch-Bad Windsheim · Neustadt an der Waldnaab · Neu-Ulm · Nürnberger Land · Oberallgäu · Ostallgäu · Passau (stad) · Landkreis Passau · Pfaffenhofen an der Ilm · Regen · Regensburg (stad) · Landkreis Regensburg · Rhön-Grabfeld · Rosenheim (stad) · Landkreis Rosenheim · Roth · Rottal-Inn · Schwabach · Schwandorf · Schweinfurt (stad) · Landkreis Schweinfurt · Starnberg · Straubing · Straubing-Bogen · Tirschenreuth · Traunstein · Unterallgäu · Weiden in der Oberpfalz · Weilheim-Schongau · Weißenburg-Gunzenhausen · Wunsiedel im Fichtelgebirge · Würzburg (stad) · Landkreis Würzburg
Adelsried ·
Allmannshofen ·
Altenmünster ·
Aystetten ·
Biberbach ·
Bobingen ·
Bonstetten ·
Diedorf ·
Dinkelscherben ·
Ehingen ·
Ellgau ·
Emersacker ·
Fischach ·
Gablingen ·
Gersthofen ·
Gessertshausen ·
Graben ·
Großaitingen ·
Heretsried ·
Hiltenfingen ·
Horgau ·
Kleinaitingen ·
Klosterlechfeld ·
Königsbrunn ·
Kühlenthal ·
Kutzenhausen ·
Langenneufnach ·
Langerringen ·
Langweid am Lech ·
Meitingen ·
Mickhausen ·
Mittelneufnach ·
Neusäß ·
Nordendorf ·
Oberottmarshausen ·
Scherstetten ·
Schwabmünchen ·
Stadtbergen ·
Thierhaupten ·
Untermeitingen ·
Ustersbach ·
Walkertshofen ·
Wehringen ·
Welden ·
Westendorf ·
Zusmarshausen